# コンサート・ドアーズ
株式会社コンサート・ドアーズは、コンサート、オペラ等舞台の企画・制作・提供・運営する企業である。本社は東京都中央区築地に所在する。

## 公演実績
- 2013年ハンガリー国立歌劇場(ヴェルディ《椿姫》)
- 2013年プラハ国立歌劇場(モーツァルト《魔笛》)
- 2013年モスクワ・フィルハーモニー管弦楽団